# Монтеђорђо
Монтеђорђо (итал. Montegiorgio) насеље је у Италији у округу Фермо, региону Марке.
Према процени из 2011. у насељу је живело 2616 становника. Насеље се налази на надморској висини од 369 м.

## Становништво
| 1931. | 1936. | 1951. | 1961. | 1971. | 1981. | 1991. | 2001. | 2011. |
| ----- | ----- | ----- | ----- | ----- | ----- | ----- | ----- | ----- |
| 7.074 | 7.238 | 7.130 | 6.803 | 6.236 | 6.461 | 6.621 | 6.667 | 6.965 |